# 오산시·화성군
오산시·화성군은 대한민국의 옛 국회의원 선거구이다. 당시 경기도 오산시와 화성군 지역을 관할했다.

## 역사
1989년 1월 1일을 기해 화성군 오산읍이 오산시로 승격되었다. 이에 따라 대한민국 제14대 국회의원 선거를 앞두고 화성군 선거구가 오산시·화성군 선거구로 개편되었다.
2001년 3월 21일을 기해 화성군이 화성시로 승격되었다. 또한 오산시와 화성시의 인구 증가로 인해 선거구 분구가 불가피해졌다. 이에 따라 대한민국 제17대 국회의원 선거를 앞두고 오산시·화성군 선거구가 오산시 선거구, 화성시 선거구로 각각 분리되면서 폐지었다.

## 역대 국회의원
| 선거   | 정당 | 정당         | 의원   |
| ------ | ---- | ------------ | ------ |
| 1992년 |      | 민주자유당   | 정창현 |
| 1996년 |      | 자유민주연합 | 박신원 |
| 2000년 |      | 새천년민주당 | 강성구 |

## 역대 선거 결과

### 대한민국 제14대 국회의원 선거
|  | 36.74% |

|  | 27.40% |

|  | 20.06% |

|  | 12.93% |

|  | 2.85% |

### 대한민국 제15대 국회의원 선거
|  | 30.25% |

|  | 28.99% |

|  | 19.87% |

|  | 15.33% |

|  | 5.54% |

### 대한민국 제16대 국회의원 선거
|  | 42.28% |

|  | 31.54% |

|  | 26.16% |